# Церковь Сорока Мучеников (Нокалакеви)
Церковь Сорока Севастийских Мучеников (груз. ორმოც მოწამეთა ეკლესია) — раннехристианский храм в городе Нокалакеви (Археополисе) в западной Грузии, построенный, по предположениям историков, в начале (или первой четверти) VI века. В средние века церковь была перестроена и полностью изменила свой вид. Церковь Сорока Мучеников сохранилась лучше всех из древних сооружений Археополиса. 

## Описание
Задолго до археологических раскопок церковь была исследована искусствоведом Г. Н. Чубинашвили. По его реконструкции, первоначально церковь представляла собой базилику, у которой нартекс (пристройка перед входом в храм) объединён с боковыми нефами и с выступающей гранёной апсидой. Апсида не имела пастофорий. Г. Н. Чубинашвили датировал базилику концом V века. По мнению археолога путешественника Дюбуа де Монпере именно эта церковь, упомянутая византийским писателем Прокопием в произведении «О постройках» была восстановлена во времена правления Юстиниана I. Археологом В. А. Леквинадзе, тоже до раскопок памятника, был предложен другой план первоначальной постройки: базилика с симметричными пастофориями, двумя рядами опорных колонн, идущих до западной стены. Он датировал церковь 30-ми годами VI века.
После проведённых раскопок был установлен точный план древнего храма. Трёхнефная базилика с размерами в плане: 17,9×12 м с выступающей пятигранной апсидой имела два несимметричных пастофория. Изнутри апсида имела подковообразное очертание. Перекрытие поддерживалось тремя парами опор. Западная пара имела угловую форму, что выделяло обход вокруг центрального нефа в боковые. Базилика имела три входа: один в западной стене и два — в южной. При строительстве использовался кирпич прямоугольной формы размерами 32×25×4 см. Апсида выстроена из тёсаного камня; столбы — из камня и кирпича, связывались кирпичными арками; стены изнутри оштукатуривались. Толщина стен составляла около 1 метра.
Пастофории базилики были не симметричны. Южный шире и выходил за линию продольной стены. У него имелось две двери: одна вела в алтарь, другая — наружу восточной стороны. Северный пастофорий не выходил за пределы продольной стены и имел один выход наружу, тоже в восточной стене, другой выходил в северный неф. Асимметрия пастофорий может говорить о различных их функциях. Южный выполнял функцию дьяконника, северный — жертвенника. Пастофории разных размеров — это редко встречающаяся деталь церковной постройки. Базилика датирована началом (или первой четвертью) VI века. После средневековой перестройки (возможно неоднократной) она полностью изменила облик сооружения — церковь стала парусно-купольной. 